# Prussians
|  | Per a altres significats, vegeu «Prússia». |

Els antics prussians, prussians del Bàltic o senzillament prussians (Prūsai en prussià; alemany: Pruzzen, llatí: Pruteni; letó: Prūši; lituà: Prūsai; Prusowie en polonès; Prësowié en caixubi) eren el poble indígena d'un grup de tribus bàltiques que van habitar la regió de Prússia. Es trobaven a la riba sud de la mar Bàltica entre el Llacuna del Vístula a l'oest i el Llacuna de Curlàndia a l'est. Els seus habitants parlaven la llengua prussiana i seguien la mitologia prussiana.
Durant el segle xiii els prussians foren conquerits per l'Orde Teutònic. L'antic estat alemany de Prússia va agafar el seu nom dels prussians bàltics, tot i que va ser dirigit per alemanys. Els cavallers Teutònics i les seves tropes van traslladar els prussians bàltics del sud de Prússia cap al nord Prússia. Molts prussians també foren morts durant les croades dutes a terme per Polònia i els papes, mentre altres van ser assimilats i convertits al cristianisme. La llengua prussiana s'extingí a finals del segle xvii o principis del xviii. Molts prussians emigraren per causa de les croades teutòniques.
La terra del prussians era més gran abans de l'arribada dels polans, consistint al centre i est de la Prússia Oriental i Prússia Occidental. D'acord als termes després de la Segona Guerra Mundial, el seu territori correspon a les àrees modernes de Voivodat de Vàrmia i Masúria (a Polònia), l'óblast de Kaliningrad (a Rússia) i el del sud Territori de Memel (de Lituània). El territori era també habitat per esclavonis, una tribu relacionada amb els prussians, curonians i balts orientals.

## Etimologia
Els noms de les tribus bàltiques prussiana feien referència a termes del paisatge. La majoria dels noms es basaven en mots relacionats amb l'aigua, una convenció comprensible pel fet de tractar-se d'una terra esquitxada amb milers de llacs, cursos d'aigua i pantans (el Districte dels llacs masuris). Cap al sud el terreny s'endinsa als aiguamolls de Pinsk a les capçaleres del riu Dnièper; aquests han conformat una barrera eficaç al llarg dels mil·lennis.
Els pobladors originals generalment anomenaren els seus poblats d'acord als cursos, llacs, mars o boscos d'on s'establiren. El clan o entitats tribals en les que s'organitzaren prengueren el nom del poblament.
Aquesta arrel potser s'usa al nom Prusa (Prússia), pel qual es troba un Brus- primigeni al mapa del Geògraf Bavarès. En Germània de Tàcit, s'esmenten els lugii buri vivint a l'est dels germànics. Els lugi podrien descendir de Pokorny * leug- (2), "negre, pantà" (pàgina 686), mentre Buri és potser l'arrel de "Prússia" .
El nom de la tribu Pameddi (pomesanis) deriva de les paraules pa ("per" o "proper") i meddin ("bosc") o meddu ("mel"). El terme nadruvis podria ser un compost de les paraules na ("per" o "sobre") i drawē ("fusta") o nad ("damunt") i l'arrel * reu- ("flux" o "riu"). El nom dels Bartis, una tribu prussiana, i el nom del riu Bārta a Letònia possiblement són cognats.
Al segle ii el geògraf Claudi Ptolemeu enumerà alguns borusci vivint a la Sarmàcia europea (en el seu Vuitè Mapa d'Europa), el qual va ser separat de Germania pel Vistula Flumen. El seu mapa és molt confús en aquella regió, però els borusci semblen massa a l'est dels prussians, els quals haurien estat sota els Gythones (gots) a la boca del Vístula. Els estis (orientals), registrats per Tàcit, foren registrats 450 anys més tard per Jordanes com a part de l'imperi gòtic.

## Organització
A principis de la història del bàltic, els territori ocupat pels prussians era emmarcat pels rius Vístula i Memel, l'antic Mimmel, el qual és anomenat Neman fora de Prússia, endinsant-se cap al sud dins a Toruń al Vístula, el qual era prussià, i la línia del riu Narew. Vers l'any 1000 limitaven amb els caixubis i pomeranis a l'oest, els polonesos al sud, els sudovis (de vegades considerat un poble diferenciat, altres temps considerara una tribu prussiana) al sud i a l'est, amb els esclavonis al nord, i els lituans al nord-est. Els sudovis ocupaven el territori a partir de Suwałki.
Una mena de comunitat territorial bàsica potser era l'anomenada laūks, una paraula testificada en l'antic prussià per a designar "camp". Aquest mot apareix com a morfema en noms de poblat, especialment en el curonià, i apareix en topònims a l'antic prussià com Stablack, de stabs (pedra) + laūks (camp, per això camp de pedres o pedregar). El plural no és testificat en el prussià, però el plural lituà de laukas ("camp") és laukai.
El terme laūks hauria d'haver inclòs les fortificacions, però les localitats prengueren un altre nom: kāims. El cap d'una casa era el buttataws (literalment, el pare de casa, de buttan, significant casa, i taws, significant pare).
Com que les tribus bàltiques que habitaven Prússia mai formaren una organització política i territorial comuna, no tenien cap raó per adoptar un nom ètnic o nacional comú. En comptes d'això usaren el nom de la regió que habitaven — galinds, sambis, bartis, nadruvis, natangis, esclavonis, sudovis, etc. No es coneix quan i com aparegueren els primers noms generals. Aquesta manca d'unitat els va debilitar severament, d'una manera semblant a la condició d'Alemanya durant l'edat mitjana.
L'estructura tribal prussiana és testificada al Chronicon terrae Prussiae de Peter von Dusburg, un sacerdot de l'Orde Teutònic. L'obra és datada el 1326. Enumera onze països i deu tribus, que foren anomenats en base geogràfica. Aquests eren:
|    | Llatí     | Alemany          | Modern lituà | Prussià reconstruït | Vegeu també            |
| -- | --------- | ---------------- | ------------ | ------------------- | ---------------------- |
| 1  | Pomesania | Pomesanien       | Pamedė       | Pameddi             | Pomesanis              |
| 2  | Varmia    | Ermland, Warmien | Varmė        | Wārmi               | Varmis                 |
| 3  | Pogesanis | Pogesanien       | Pagudė       | Paguddi             | Pogesanis              |
| 4  | Natangis  | Natangen         | Notanga      | Notangi             | Natangis               |
| 5  | Sambia    | Samland          | Semba        | Semba               | Sambians               |
| 6  | Nadruvis  | Nadrauen         | Nadruva      | Nadrāuwa            | Nadruvis               |
| 7  | Bartis    | Barten           | Barta        | Barta               | Bartis                 |
| 8  | Scalovia  | Schalauen        | Skalva       | Skallawa            | Esclavonis             |
| 9  | Sudovia   | Sudauen          | Sūduva       | Sūdawa              | Sudovians, Yotvingians |
| 10 | Galinds   | Galindien        | Galinda      | Galinda             | Galinds                |
| 11 | Culm      | Kulmerland       | Kulmas       | Kulmus              |                        |

Els Viatges d'Ohthere i Wulfstan (en anglosaxó) descriu un viatge per un nòrdic anomenat Wulfstan a la terra dels prussians, a l'àrea al voltant d'Elbląg; descriu les seves costums funeral.

## Història

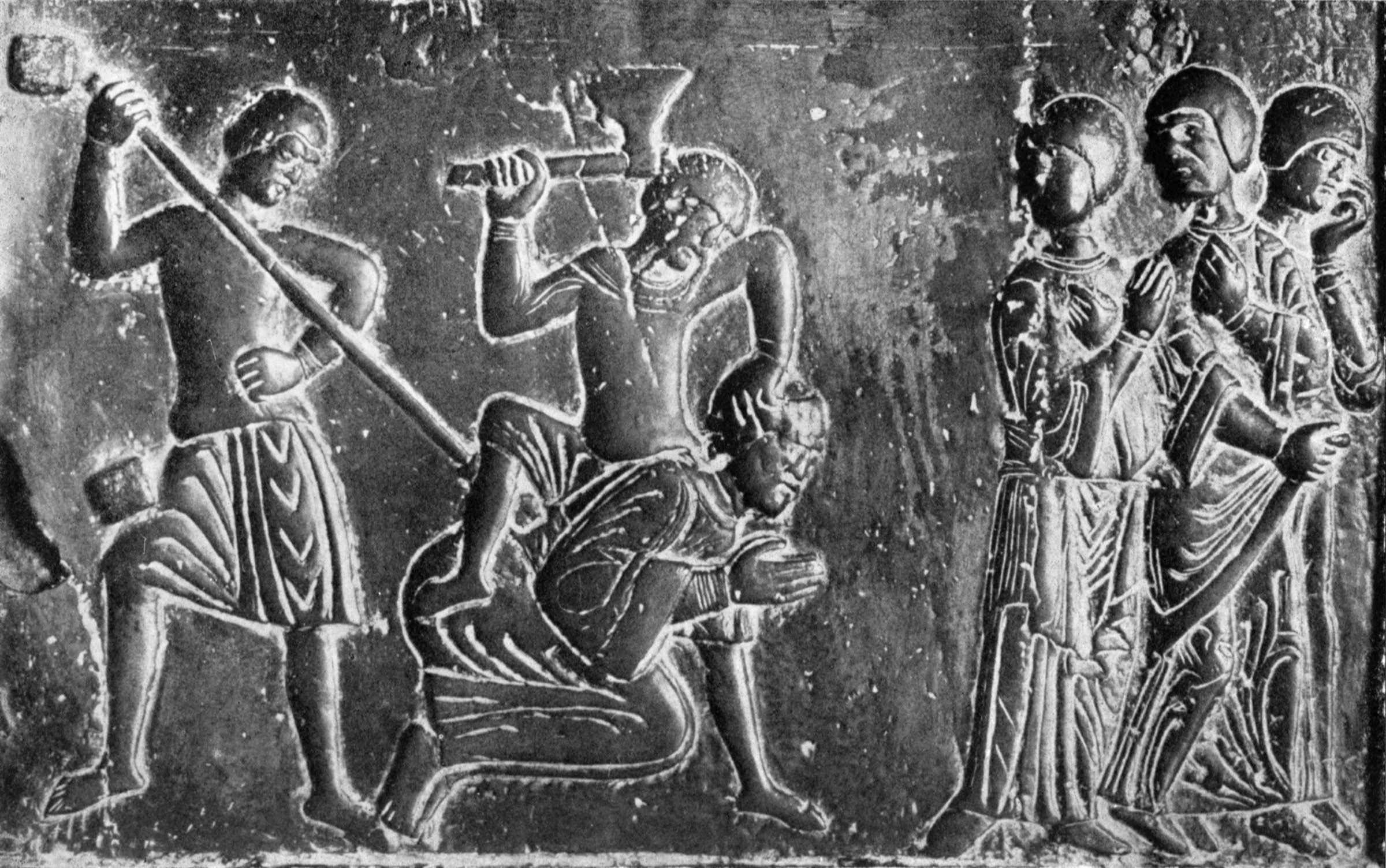
Representació medieval de l'execució del bisbe missioner Sant Adalbert; a mans dels prussians part del Portes de Gniezno, c. 1175.

Les Variae de Cassiodor, publicades el 537, conté una carta escrita per Cassiodor en nom de Teodoric el Gran, adreçada als estis:
El estis són anomenats Brus pel Geògraf Bavarès al segle ix.
Més mencions dels prussians a les fonts històriques els connecten amb Adalbert de Praga, qui fou enviat per Boleslau I de Polònia. Adalbert fou mort el 997 durant una missió evangelitzadora per a cristianitzar els prussians. Tan aviat com els primers ducs polonesos havien s'establiren amb Miecislau I de Polònia el 966, van emprendre nombroses conquestes i croades no només contra els prussians i els estretament emparentats sudovis, sinó també contra els pomeranis i wends.
Començant el 1147 el duc polonès Bolesław l'Arrissat (assegurant l'ajuda de tropes rutèniques) intentà subjugar Prússia, presumptament com a càstig per la cooperació propera dels prussians amb Władysław II. La única font no és clara sobre els resultats dels seus intents, només esmentant vagament que el prussians foren derrotats. Fos quin fos el resultat, el 1157 algunes tropes prussianes donaren suport a l'exèrcit polonès en la seva lluita en contra l'Emperador Frederic Barbaroja. El 1166 dos ducs polonesos, Bolesław IV i el seu germà petit Henry, anaren a Prússia, un altre cop sobre el riu Ossa. Els prussians preparats van conduir l'exèrcit polonès, sota el lideratge d'Enric, a una zona pantanosa. Qui no es va ofegar, va ser abatut per una fletxa o per llançar pals, i gairebé totes les tropes poloneses van morir. Entre 1191–93 Casimir II envaïa Prússia, aquest cop a al llarg del riu Drewenz (Drwęca). Obligà el pagament de tribut per part d'algunes tribus prussianes, i llavors es retirà.

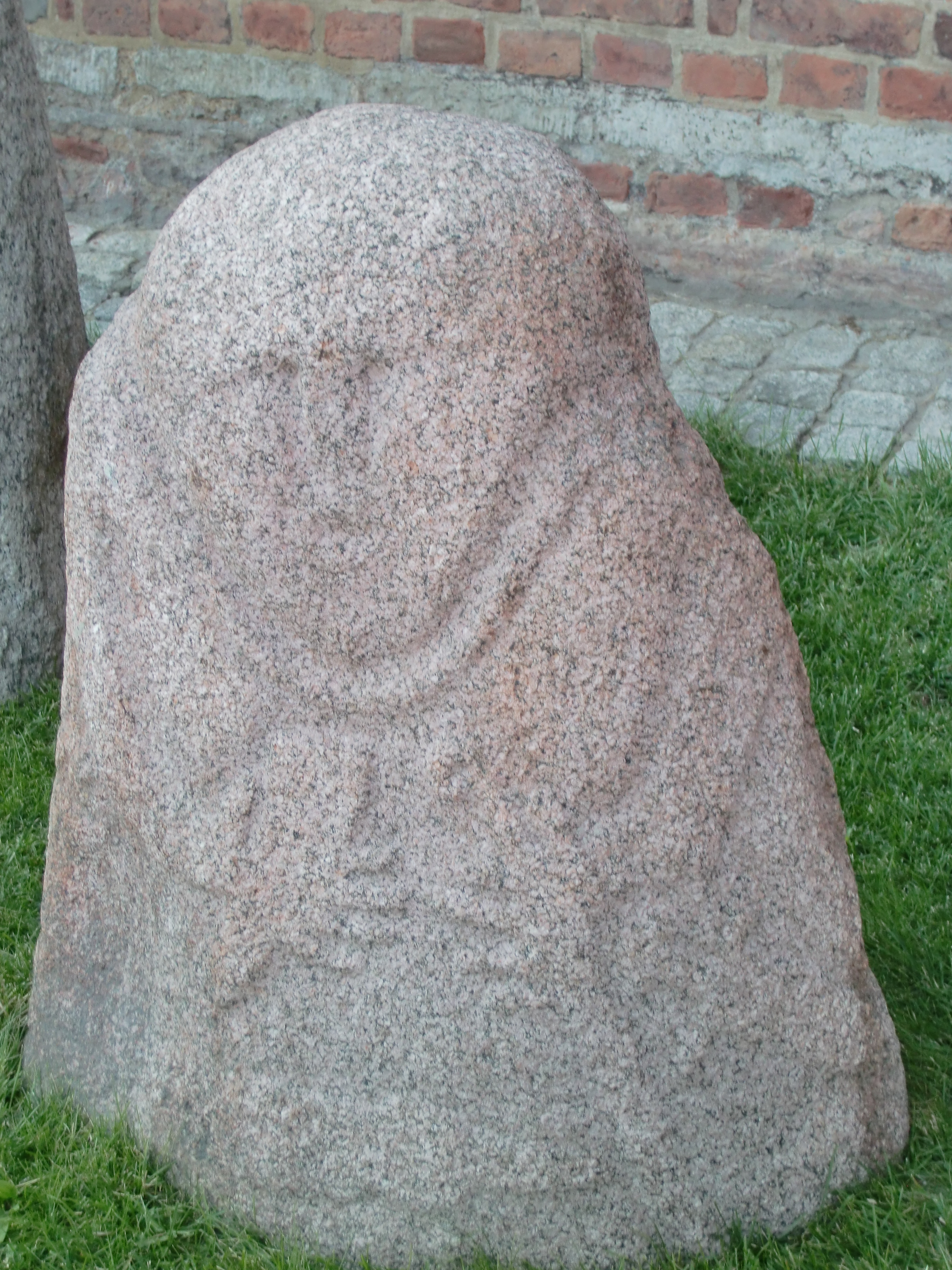
Estàtua prussiana ara a Gdańsk

Diversos atacs de Conrad I de Masòvia a principis del segle xiii també foren repel·lits amb èxit pels prussians. El 1209 el Papa Innocenci III va encarregar al monjo cistercenc Christian d'Oliva la conversió dels pagans prussians. El 1215 Christian fou nomenat el primer bisbe de Prússia. El ducat de Masòvia, i especialment la regió de Cúlmerland, esdevingueren l'objecte de constants ràtzies prussianes. En resposta, Conrad I de Masòvia demanà l'ajut del Papa diversos cops, i va fundar un orde militar (l'Orde de Dobrzyń) abans de cridar l'Teutònic Ordre.
El 1224 l'Emperador Frederic de va proclamar que ell ell i l'Imperi va agafar la població de Prússia i les províncies veïnes sota la seva protecció directa; els habitants van ser declarats per ser Reichsfreie, per ser subordinats directament a l'Església i l'Imperi, i els eximí de servei i la jurisdicció d'altres ducs. L'Orde Teutònic, oficialment sotmès directament als papes, però també sota el control de l'Imperi, controlà bona part del Bàltic, establint el seu propi monàstic estat a Prússia.
El 1230, seguint la butlla daurada de Rimini, el Gran Mestre Hermann von Salza i el Duc Conrad I de Masòvia endegaren la Croada prussiana, una invasió conjunta de Prússia per a cristianitzar els prussians del Bàltic. L'Orde llavors va crear l'independent l'Estat monàstic dels Cavallers Teutònics al territori conquerit, i subsegüentment conquerí Curlàndia, Livònia i Estònia. Els Ducs de Polònia van acusar l'Orde de retenir terres il·legalment.
Durant un atac a Prússia el 1233, en el que participaren 21.000 croats, dels quals el burggravi de Magdeburg aportà 5.000 guerrers, el Duc Enric de Silèsia 3.000, el Duc Conrad de Masòvia 4.000, el Duc Casimir de Kuyavia 2.000, el Duc Ladislau de la Gran Polònia 2.200 i els ducs de la Pomerània 5.000 guerrers. La batalla principal va tenir lloc al riu Sirgune i els prussians patiren una derrota decisiva. Els prussians capturaren el bisbe cristià mantenint-lo empresonat diversos anys.
Nombrosos cavallers d'arreu de l'Europa catòlica s'uniren a la Croada prussiana, que va durar sis dècades. Molts dels supervivents natius prussians de Sudovia foren traslladats a Samland; Sudauer Winkel rebé el seu nom. Freqüents repugna revoltes incloent una important rebel·lió el 1286 foren sufocades pels Cavallers Teutònics. Segons el cronista dels Cavallers Teutònics, Peter von Dusburg, El 1283 acabà la conquesta dels prussians iniciant-se la guerra contra els lituans.
El 1243 el legat papal Guillem de Mòdena va dividir Prússia en quatre bisbats — Culm, Pomesània, Ermland, i Sàmbia — sota el Bisbat de Riga. Els prussians reberen el baptisme de l'Arquebisbe de Magdeburg, mentre colons alemanys i neerlandesos colonitzaren les terres dels natius prussians; els polonesos i els lituans també s'establiren al sud i l'est de Prússia, respectivament. Quedaren significatives bosses de prussians immerses en una matriu d'establiments alemanys arreu de Prússia en el que avui dia és l'óblast de Kaliningrad.
Els monjos i estudiosos de l'orde Teutònic s'interessaren en la llengua parlada pels prussians, i provaren de registrar-lo. A més, els missioners necessitaven comunicar-se amb els prussians per tal de convertir-los. Han sobreviscut alguns escrits recollint la llengua dels prussians; juntament amb el poc conegut galindian i el més conegut jatvingià, aquests registres són tot el que queda del grup de llengües bàltiques occidentals. Mentre podria ser esperat, és un molt arcaic Baltic llengua.
Els prussians resistiren els Cavallers Teutònics, i reberen ajuda del Gran Ducat de Lituània durant el segle xiii en els seus intents d'alliberar-se de l'orde militar. El 1525 el Gran Mestre Albert de Brandenburg-Ansbach secularitzà els territoris prussians de l'Orde al protestant ducat de Prússia, un vassall de la corona de Polònia. Durant la Reforma Protestant el luteranisme s'estengué arreu dels territoris, oficialment al ducat de Prússia i de manera oficiosa a la província polonesa de Reial Prússia, mentre que el catolicisme sobrevisqué al Principat-Bisbat de Vàrmia, el territori de domini secular que comprèn una tercera part de la llavors Diòcesi de Vàrmia. Amb el protestantisme s'implantà l'ús de la llengua vernacla als oficis eclesiàstics en comptes de llatí, així que Albert ordenà la traducció dels catecismes al prussià.